# Culicoides parvimaculatus
Culicoides parvimaculatus är en tvåvingeart som beskrevs av Lee och Reye 1953. Culicoides parvimaculatus ingår i släktet Culicoides och familjen svidknott. Inga underarter finns listade i Catalogue of Life.